# No Easy Day: il racconto in prima persona dell'uccisione di Bin Laden
No Easy Day: il racconto in prima persona dell'uccisione di Bin Laden (No Easy Day: The Firsthand Account of the Mission that Killed Osama bin Laden) è un saggio scritto e pubblicato il 4 settembre 2012 da Mark Owen, pseudonimo di un ex-capo di 3ª classe dei Navy SEALs appartenente al DEVGRU che prese parte all'Operazione Lancia di Nettuno, avvenuta tra il 1º e il 2 maggio 2011 e culminata con l'uccisione del leader di Al-Qāʿida Osama bin Laden.

## Trama
Nella prima parte del libro, Mark Owen racconta della sua giovinezza in Alaska e del suo desiderio di arruolarsi nei Navy SEAL, il corpo d'élite della Marina degli Stati Uniti. Descrive poi passo dopo passo del suo ingresso nel DEVGRU e delle sue operazioni con la sua squadra in Iraq e Afghanistan, nonché del suo coinvolgimento nella missione di salvataggio del capitano Richard Phillips nel 2009.
La seconda parte è invece interamente dedicata all'Operazione Lancia di Nettuno del maggio 2011, dove Owen afferma di essere stato uno degli assaltatori che hanno fatto irruzione nella stanza di Osama bin Laden al terzo piano del suo rifugio al momento della sua uccisione.
Nell'aprile 2012, Owen, con il grado di capo di 3ª classe, si congeda con onore dalla Marina dopo quattordici anni di servizio, tredici turni di combattimento e otto medaglie.
Dopodiché, intraprende la carriera di scrittore nel giugno dello stesso anno, iniziando a scrivere il libro in collaborazione con il giornalista Kevin Maurer, venendo poi pubblicato e messo in vendita dalla Dutton Penguin il 4 settembre, esattamente una settimana prima dell'undicesimo anniversario degli attacchi dell'11 settembre 2001. Owen ha dichiarato inoltre che la maggior parte dei contenuti del libro sarà devoluto alle tre organizzazioni di beneficenza dei SEAL e alle famiglie dei settantaquattro assaltatori caduti in battaglia.

## Controversie
Il libro ha suscitato polemiche da parte di alcuni ufficiali del Pentagono, come l'addetto stampa del Dipartimento della Difesa George E. Little, in quanto sostengono che il libro contiene delle informazioni riservate, tant'è che l'autore ha dovuto pagare allo stesso Dipartimento della Difesa un risarcimento di 4,5 milioni di dollari per aver violato il codice del silenzio su di un'operazione segreta. Tuttavia le polemiche sono state poi negate dall'editore, dato che Owen ha dichiarato che il libro non rivela nessun materiale che possa mettere a rischio la sicurezza degli Stati Uniti. Inoltre Owen ha dichiarato che il libro sarà devoluto alle famiglie dei Navy SEALs caduti in guerra e che i fatti menzionati non sono né di sinistra e né di destra dal punto di vista politico.
Il 25 giugno precedente un sito web fondamentalista islamico legato ad Al-Qāʿida ha diffuso le informazioni personali dell'autore, invitando i militanti a vendicarsi di lui, identificandolo come il responsabile per l'uccisione di Bin Laden. Il 29 agosto stesso lo scrittore è apparso anche a volto scoperto nel programma televisivo della CBS 60 Minutes, la cui puntata è andata in onda il 9 settembre. Tuttavia l'autore si è sottoposto a quattro ore di trucco per nascondere parzialmente la sua vera identità, mentre la sua vera voce è stata anche alterata.
William McRaven, il viceammiraglio organizzatore dell'operazione, ha contestato anch'egli il libro in quanto sostiene che contenesse una grave imprecisione: Owen racconta per esempio che Bin Laden non avrebbe fatto il minimo tentativo di difendersi, mentre gli ufficiali del Pentagono hanno sempre sostenuto che Bin Laden aveva sempre cercato di prendere il suo AK-47 che aveva nella sua stanza da letto. In realtà esiste una spiegazione semplice e plausibile: Owen potrebbe non aver visto Bin Laden compiere tale gesto in quanto lo vide per terra gravemente ferito da un altro assaltatore che lo precedeva, dopodiché lo aveva ucciso con alcuni colpi sul torace.
L'11 febbraio 2013 la rivista statunitense Esquire ha inoltre pubblicato un racconto di un altro assaltatore del DEVGRU identificato semplicemente come The Shooter, secondo cui sostiene di essere stato nella seconda fila del suo gruppo al terzo piano e di aver sparato con tre colpi alla fronte di Bin Laden, il quale cercava disperatamente di raggiungere le armi che aveva nella camera, contraddicendo la versione di Owen ma non suscitando obiezioni da parte di quest'ultimo per le diverse versioni sull'uccisione del terrorista. Il 6 novembre 2014 è stato invece diffuso il vero nome di The Shooter: si tratta del capo di 3ª classe Robert O'Neill, 38 anni, di origini irlandesi e originario di Butte, nel Montana. Era stato assaltatore dei Navy SEALs e poi del DEVGRU dal 1995 al 2012, ottenendo oltre 52 decorazioni per le sue operazioni in Iraq e Afghanistan.
Nonostante tutto, indipendentemente dalle polemiche suscitate, il libro è stato comunque accolto positivamente dalla critica americana ed internazionale, tale da suscitare interesse nel lettore e confutare le teorie del complotto sulla presunta "sopravvivenza" del terrorista più ricercato del mondo.